# Принкипоннисская митрополия
Принкипонни́сская митропо́лия (Митропо́лия При́нцевых острово́в, греч. Μητρόπολη Πριγκηποννήσων) — православная епархия Константинопольской православной церкви с центром на острове Принкипо в Мраморном море близ Стамбула в Турции.
В январе 1924 года патриаршим и синодальным Томосом епархия была выделена из состава Халкидонской митрополии и стала самостоятельной митрополией. Центром является остров Принкипо, однако для митрополита Агапия (1974—1977) резиденцией был определён остров Антигони, а для митрополита Каллиника (1979—1985) — остров Халки.

## Митрополиты
- Агафангел (Константинидис) (20 марта 1924 — 2 апреля 1927)
- Фома (Саввопулос) (2 апреля 1927 — 12 марта 1946)
- Дорофей (Георгиадис) (12 марта 1946 — 21 марта 1974)
- Константин (Харисиадис) (26 марта 1974 — 15 марта 1977)
- Агапий (Иоаннидис) (22 марта 1977 — 29 августа 1979)
- Каллиник (Александридис) (18 сентября 1979 — 5 ноября 1985)
- Симеон (Амариллиос) (9 июня 1987 — 9 июля 2002)
- Иаков (Софрониадис) (13 июля 2002 — 28 марта 2018)
- Димитрий (Комматас) (с 19 апреля 2018)